# 浮雲 (二葉亭四迷)
浮云，日本作家二叶亭四迷的现实主义长篇小说。

## 情节
江户时期后期，明治维新开始，旧臣陆续被革职和闲置，内海文三就是一个闲置大臣的儿子。十四岁时，他的父亲郁郁而终，留下了每日饥肠辘辘的孤儿寡母。无奈之下，母亲只好把他送给叔父寄养，此后他一直在叔父园田孙兵卫家里生活了六七年。内海文三大学毕业后任职一个小官员。堂妹阿势和婶婶阿政看到他当了官员，于是想要巴结他，阿势准备把自己许身与堂哥内海文三，而婶婶也表态同意。正将要结婚了，内海文三却被裁员，婶婶和堂妹的态度开始一百八十度大转弯，纷纷反对亲事。与此同时，他的同事本田升也日日造访叔父家，和堂妹打情骂俏，追求她的爱恋。不久之后，本田升升职了，他和阿势随后便结婚了。婶婶阿政准备将内海文三赶出家门，内海文三自己也觉得没必要生活在这里，他先和同事本田升绝交了，然后去质问堂妹是不是真心喜欢本田升，堂妹阿势回应是真的。尝到世态炎凉、人情冷暖的内海文三颓丧地搬离了叔父家。

## 风格
该小说是二叶亭四迷的处女作，也是日本近代史上第一篇现实主义小说。 小说通过知识分子和市井黎民之间的矛盾，批判了封建残余势力的官尊民卑，也揭露了千古不变的人性问题。

## 书中主角
| 人物     | 关系                                   | 简介                                                               |
| 内海文三 | 婶婶：阿政 堂妹：阿势 同事：本田升     | 知识分子，大学毕业生，起初任小官吏，后被裁汰，性格软弱，缺乏主见。 |
| 阿势     | 母亲：阿政 堂哥：内海文三 丈夫：本田升 | 美女，市井妇人，水性杨花。                                         |
| 阿政     | 女儿：阿势 女婿：本田升 侄儿：内海文三 | 势利之徒，市井妇人，极端功利。                                     |
| 本田升   | 老婆：阿势 岳母：阿政 同事：内海文三   | 善于溜须拍马，善于追求女人。                                       |